# Enric Llansana
Enric Llansana Beuse (Tarragona, España, 12 de abril de 2001) es un futbolista neerlandés que juega de centrocampista en el R. S. C. Anderlecht de la Primera División de Bélgica.

## Trayectoria
El 22 de junio de 2022 firmó un contrato de cuatro años con el Go Ahead Eagles. En sus primeras tres temporadas disputó 92 partidos y, en la tercera, ayudó al equipo a ganar la Copa de los Países Bajos.
El 1 de julio de 2025 fichó por el R. S. C. Anderlecht hasta 2029.

## Estadísticas

### Clubes
Actualizado al último partido disputado el 3 de noviembre de 2024.
| Club                           | Div.          | Temporada     | Liga  | Liga  | Copas nacionales | Copas nacionales | Copas internacionales | Copas internacionales | Total | Total |
| Club                           | Div.          | Temporada     | Part. | Goles | Part.            | Goles            | Part.                 | Goles                 | Part. | Goles |
| ------------------------------ | ------------- | ------------- | ----- | ----- | ---------------- | ---------------- | --------------------- | --------------------- | ----- | ----- |
| Jong Ajax · Países Bajos       | 2.ª           | 2018-19       | 1     | 0     | —                | —                | —                     | —                     | 1     | 0     |
| Jong Ajax · Países Bajos       | 2.ª           | 2019-20       | 3     | 0     | —                | —                | —                     | —                     | 3     | 0     |
| Jong Ajax · Países Bajos       | 2.ª           | 2020-21       | 33    | 3     | —                | —                | —                     | —                     | 33    | 3     |
| Jong Ajax · Países Bajos       | 2.ª           | 2021-22       | 24    | 1     | —                | —                | —                     | —                     | 24    | 1     |
| Jong Ajax · Países Bajos       | Total club    | Total club    | 61    | 4     | 0                | 0                | 0                     | 0                     | 61    | 4     |
| Go Ahead Eagles · Países Bajos | 1.ª           | 2022-23       | 21    | 0     | 2                | 0                | —                     | —                     | 23    | 0     |
| Go Ahead Eagles · Países Bajos | 1.ª           | 2023-24       | 27    | 2     | 3                | 0                | —                     | —                     | 30    | 2     |
| Go Ahead Eagles · Países Bajos | 1.ª           | 2024-25       | 11    | 2     | 0                | 0                | 1                     | 0                     | 12    | 2     |
| Go Ahead Eagles · Países Bajos | Total club    | Total club    | 59    | 4     | 5                | 0                | 1                     | 0                     | 65    | 4     |
| Total carrera                  | Total carrera | Total carrera | 120   | 8     | 5                | 0                | 1                     | 0                     | 126   | 8     |

## Palmarés

### Títulos nacionales
| Título                   | Club            | País         | Año  |
| ------------------------ | --------------- | ------------ | ---- |
| Copa de los Países Bajos | Go Ahead Eagles | Países Bajos | 2025 |